# Tipula (Lindnerina) neptun
Tipula (Lindnerina) neptun is een tweevleugelige uit de familie langpootmuggen (Tipulidae). De soort komt voor in het Nearctisch gebied.